# 인가 (후량)
인가(麟嘉)는 중국 후량(後凉) 삼하왕(三河王) 여광(呂光)의 연호이다. 389년 2월에서 396년 6월까지 7년 4개월 동안 사용하였다. 389년 2월, 여광은 삼하왕을 자칭하며 개원하였다.
같은 시기에 사용된 다른 연호로는 동진(東晉)에서 사용한 태원(太元 : 376년 ~ 396년), 전진(前秦)에서 사용한 태초(太初 : 386년 ~ 394년), 연초(延初 : 394년), 후연(後燕)에서 사용한 건흥(建興 : 386년 ~ 396년), 영강(永康 : 396년 ~ 398년), 후진(後秦)에서 사용한 건초(建初 : 386년 ~ 394년), 황초(皇初 : 394년 ~ 399년), 서진(西秦)에서 사용한 태초(太初 : 388년 ~ 400년), 서연(西燕)에서 사용한 중흥(中興 : 386년 ~ 394년), 적위(翟魏)에서 사용한 건광(建光 : 388년 ~ 391년), 정정(定鼎 : 391년 ~ 392년), 북위(北魏)에서 사용한 등국(登國 : 386년 ~ 396년)이 있다.

## 연대대조표
| 인가                | 원년            | 2년        | 3년                 | 4년        | 5년        | 6년                 | 7년        | 8년                  |
| 서력                | 389년           | 390년      | 391년               | 392년      | 393년      | 394년               | 395년      | 396년                |
| 육십간지 (六十干支) | 기축(己丑)      | 경인(庚寅) | 신묘(辛卯)          | 임진(壬辰) | 계사(癸巳) | 갑오(甲午)          | 을미(乙未) | 병신(丙申)           |
| 동진 (東晉)         | 태원(太元) 14년 | 15년       | 16년                | 17년       | 18년       | 19년                | 20년       | 21년                 |
| 전진 (前秦)         | 태초(太初) 4년  | 5년        | 6년                 | 7년        | 8년        | 9년 연초(延初) 원년 | -          | -                    |
| 후연 (後燕)         | 건흥(建興) 4년  | 5년        | 6년                 | 7년        | 8년        | 9년                 | 10년       | 11년 영강(永康) 원년 |
| 후진 (後秦)         | 건초(建初) 4년  | 5년        | 6년                 | 7년        | 8년        | 9년 황초(皇初) 원년 | 2년        | 3년                  |
| 서진 (西秦)         | 태초(太初) 2년  | 3년        | 4년                 | 5년        | 6년        | 7년                 | 8년        | 9년                  |
| 서연 (西燕)         | 중흥(中興) 4년  | 5년        | 6년                 | 7년        | 8년        | 9년                 | -          | -                    |
| 적위 (翟魏)         | 건광(建光) 2년  | 3년        | 4년 정정(定鼎) 원년 | 2년        | -          | -                   | -          | -                    |
| 북위 (北魏)         | 등국(登國) 4년  | 5년        | 6년                 | 7년        | 8년        | 9년                 | 10년       | 11년                 |

## 같이 보기
- 다른 왕조의 같은 연호
  - 전조(前趙) 인가(316년 ~ 318년)
- 중국의 연호

| 이전 연호 태안(太安) | 중국의 연호 후량(後凉) | 다음 연호 용비(龍飛) |